# پناهگاه صخره‌ای اشکفت دوم بابا بهرام
پناهگاه صخره‌ای اشکفت دوم بابا بهرام مربوط به دوران پارینه‌سنگی جدید است و در شهرستان پل‌دختر، بخش مرکزی، دهستان ملاوی، روستای بابا بهرام واقع شده و این اثر در تاریخ ۱۵ دی ۱۳۸۷ با شمارهٔ ثبت ۲۴۲۴۸ به‌عنوان یکی از آثار ملی ایران به ثبت رسیده است.